# 斯科特·罗伯逊
斯科特·罗伯逊（英語：Scott Robertson，1987年6月24日—），澳大利亚男子跳水运动员。他曾代表澳大利亚参加2006年和2010年英联邦运动会跳水比赛，获得一枚铜牌。他也曾参加2008年夏季奥运会。